# Paul Émile Diou
Paul Émile Diou (Saint-Julien-lès-Metz, 6 septembre 1855 – Dieuze, 23 août 1914), est un officier général français.
C'est l'un des 42 généraux français morts au combat durant la Première Guerre mondiale.

## Biographie
Né le 6 septembre 1855 à Saint-Julien-lès-Metz, il est le fils d'un professeur de rhétorique, Joseph Diou et de Marie-Françoise Peultier. Ayant opté pour la nationalité française le 28 mars 1872, il s'engage l'année suivante dans l'armée française.
Il intègre l'école spéciale militaire de Saint-Cyr en 1873 (promotion de l'Archiduc Albert). À la sortie d'école, en 1875, il intègre l'infanterie. Nommé sous-lieutenant au 69e régiment d'infanterie en octobre 1875, il est promu lieutenant au 110e régiment d'infanterie en 1880. L'année suivante, il est envoyé en Tunisie, où il retourne en 1882. De retour en France, il est promu capitaine au 45e régiment d'infanterie en 1885. Là, il enseigne à l’École spéciale militaire, avant d'être de nouveau affecté au 69e régiment d'infanterie. 
Nommé chef de bataillon au 4e régiment de tirailleurs algériens en décembre 1895, le commandant Diou est envoyé en Tunisie, où il reste jusqu'en novembre 1900. Pour son action, il reçoit la médaille coloniale, puis la Légion d'honneur le 29 décembre 1896. Le 7 novembre 1900, il est envoyé avec le corps expéditionnaire en Indochine, au Tonkin alors en guerre. Il retourne en Tunisie en octobre 1901. là, il est promu lieutenant-colonel en 1903. Affecté d'abord au 121e régiment d'infanterie, Diou est affecté en 1906 au 2e régiment de tirailleurs algériens, stationné en Algérie. Il participe à des opérations de pacifications au Maroc, et dans le Sahara. Le lieutenant-colonel Diou est cité en 1908 pour son action à Casablanca, avant d'être affecté au 86e régiment d'infanterie. 
Paul Diou est promu colonel en février 1908 et nommé commandant du 81e régiment d'infanterie. Pour son action au combat, il est promu officier de la Légion d'honneur le 12 juillet 1910. En juin 1912, il est nommé commandant par intérim de la 63e brigade d'infanterie (BI) à Narbonne. Il est promu général de brigade le 21 décembre 1912. Lorsque la Première Guerre mondiale éclate, le général Diou commande toujours la 63e BI. Lors de l'offensive française en Lorraine, le 20 août 1914, Paul Émile Diou est grièvement blessé au bois de Mühlwald au cours de la bataille de Morhange. Il décède trois jours plus tard à Dieuze.

Il est cité, à titre posthume, à l'ordre de l'armée :

« Le 20 août 1914 à 4h du matin, les troupes allemandes venant de Cutting, Loudrefing et Mittersheim lancent leur attaque sur le front du 16e CA qui s’apprêtent à lancer une offensive, l'artillerie lourde allemande écrase les positions françaises. C'est à la tête de la 63e BI de Narbonne que le général Diou donne l'exemple, le fusil à la main, aux abords du bois de Mühlwald où il tombe, mortellement frappé - Transporté à Dieuze, il y décèdera des suites de ses graves blessures. »

Reconnu « mort pour la France », il est inhumé à la nécropole nationale de l'Espérance à Cutting parmi les soldats français tués dans les combats de Morhange.

## Postérité
En 1919, l'Ostfort de la ceinture fortifiée de Metz est rebaptisé en l'honneur du général Diou.
Son nom est inscrit au monument des Généraux morts au Champ d'Honneur 1914-1918 de l'église Saint-Louis à l'Hôtel des Invalides de Paris.
Une plaque commémorative est apposée sur sa maison natale à Saint-Julien-lès-Metz.

## Décorations

### Décorations françaises
Officier de la Légion d'honneur (décret du 12 juillet 1910)

 Croix de guerre 1914–1918, palme de bronze (une citation à l'ordre de l’armée - à titre posthume)

 Médaille coloniale (agrafe Tunisie, 1896)

 Médaille commémorative de l'expédition de Chine (1901).

### Décorations étrangères
Officier du Nichan Iftikhar (Tunisie, le 14 juin 1893).